# Sainte-Sabine-Born
Sainte-Sabine-Born foi uma comuna francesa na região administrativa da Nova Aquitânia, no departamento Dordonha. Estendia-se por uma área de 23,53 km². Em 2010 a comuna tinha 381 habitantes (densidade: 16,2 hab./km²).
Em 1 de janeiro de 2016, passou a formar parte da nova comuna de Beaumontois-en-Périgord.